# ミヤワキ
ミヤワキ（MIYAWAKI）は日本の企業。蒸気設備関連の事業をおこなっている。設備販売とともに蒸気設備のコンサルも行っている。

## 概要
- 会社名　株式会社ミヤワキ
- 代表者　代表取締役社長　宮脇 健輔(ミヤワキ　ケンスケ)
- 創業　昭和8年12月
- 資本金　2,560万円
- 本社所在地　大阪府大阪市淀川区田川北2-1-30